# 碑文谷教授のミッドナイトゼミナール 今さら人に聞けない!怒らせ方講座
『碑文谷教授のミッドナイトゼミナール 今さら人に聞けない!怒らせ方講座』（ひもんやきょうじゅの みっどないとぜみなーる いまさらひとにきけない おこらせかたこうざ）は、2007年10月7日からテレビ東京系列の番組『Eネ!』日曜深夜26:30 - 26:40に放送されたテレビ番組。

## 概要
大橋未歩アナウンサーの司会と薄井伸一演じる東京東海大学教授・碑文谷潤教授が、「人の怒らせ方」を紹介していく番組。VTRによる紹介が多いが、実際に教授がアナウンサーに対して怒らせる行動を取ることもある。

## 放送内容
|    | 放送日         | 副題       | 内容                                                                                 |
| -- | -------------- | ---------- | ------------------------------------------------------------------------------------ |
| 1  | 2007年 10月7日 | アピール   | ストイックアピール/帰国子女アピール/遅れてないアピール/予言アピール                  |
| 2  | 10月14日       | 出会い頭   | 無惨/もらい捨て/メンチ/胸アタック                                                    |
| 3  | 10月21日       | クラッシュ | 出世クラッシュ/思い出クラッシュ/ギャグクラッシュ/選択肢クラッシュ/ルーキークラッシュ |
| 4  | 10月28日       | 奪取       | どさくさ奪取/裏切り奪取/強奪                                                         |
| 5  | 11月4日        | ながら     | ながら報告/ながら写真/レコーディング/ながら告白/ペンカチカチ                         |
| 6  | 11月11日       | 謝罪（前） | 首前後スライド/足上げ/“で”の理論/ツーショット/握りこぶし                             |
| 7  | 11月18日       | 謝罪（後） | 不明/だって/唇隠し/無言+うなづき                                                     |
| 8  | 11月25日       | 軽視       | 換算/戦力外よばわり/投げ渡し/ひいき/男尊女卑                                         |
| 9  | 12月2日        | ダウト     | ダウト/恩仇/俺ダウト                                                                 |
| 10 | 12月9日        | 急変       | 肉親ガード/現金/興味喪失/クライアント・オア・ダイ                                    |
| 11 | 12月16日       | 殿様       | 殿様借金/殿様フレッシュマン/殿様ナンパ/殿様部長                                      |

## キャスト

### スタジオ
- 碑文谷潤-薄井伸一
- アナウンサー-大橋未歩
- アナウンサー-浅野恵美

### VTR

#### 会社内
- 室長　高村-高村和利
- 部長　渡邊-渡邊聰夫
- 課長　塚越-塚越芳盛
- チーフ　寺門-寺門一博
- チーフ　山本-山本周嗣
- 社員　中澤-中澤隆範
- 新人　遠藤-遠藤大次郎
- 新人　渡邊-古志安恵
- 新人　高橋-ノリアキ
- 新人　湧稲国- 湧稲国朝輝

#### 会社外
- 男性-中島佳継
- 女性-市川マミ
- おばあちゃん-窪田かね子
- タクミ-木村巧
- おばさんA-大藤政子
- おばさんB- 田之口小夜子
- お母さん-山崎まさ江
- 塾生-真壁三郎

## スタッフ
- 企画・構成：古屋雄作・水野敬也
- 演出：古屋雄作
- 制作統括：市川マミ
- 制作：一億円プロジェクト
- 製作・著作：JVCエンタテインメント・テレビ東京
- エンディングテーマ：ノリアキ『SU・BE・TE』